# Carl Gustaf Bungencrona
Carl Gustaf Bungencrona, född 30 juni 1747 i Stockholm, död 19 februari 1795 i Stockholm, var en svensk ämbetsman och politiker.

## Bakgrund
Bungencrona föddes i Stockholm 1747 som son till Carl Gustaf Bunge, som 1720 hade adlats med namnet Bungencrona, och dennes hustru Hedvig Lampa. von Bungencrona blev student vid Uppsala universitet 1762, inträdde 1764 i Kanslikollegium och fick 18 maj 1767 tjänst som Extra ordinarie kanslijunkare. 1769 blev befattningen permanent, och den 3 juli 1773 befordrades han till sekreterare vid Kanslipresidentens kontor. Han undanbad sig vissa erbjudna tjänster vid hovet, där han varit anställd en tid, och i statsförvaltningen, och utnämndes därefter den 6 november 1784 till riddarhussekreterare. Han deltog bland annat vid Riksdagen 1786 samt Riksdagen 1789. På sin post som riddarhussekreterare verkade Bungencrona med nit och intresse.
Vid 1789 års riksdag tillhörde Bungencrona de adelsmän ur oppositionen som arresterades på order av kung Gustav III den 20 februari 1789, inför kungens plan på att genomdriva Förenings- och säkerhetsakten. Bungencrona sattes i förvar på Stockholms slott i högvaktsflygeln och han släpptes troligen med de andra i slutet på april eller början på maj samma år.
Han avböjde 1792 en utnämning till kansliråd. 
Bungencrona avled i Stockholm 1795 som ogift och utan barn och slöt därmed den adliga ätten Bungencrona. Han begravdes den 24 februari 1795 i familjegraven i Storkyrkan. Vid begravningen krossades hans vapensköld, enligt traditionen, av hans efterträdare som riddarhussekreterare Axel Gabriel Silfverstolpe. Bungencrona testamenterade sin ganska ansenliga förmögenhet till pensioner för behövande adliga änkor.